# Paul Prosper Henrys
Paul Prosper Henrys (* 13. März 1862 in Neufchâteau; † 6. November 1943 in Paris) war ein französischer Général de division.

## Leben
Henrys wurde 1862 als Sohn des Rechtsanwalts François Nicolas Henrys und seiner Frau Caroline de Baudel in den Vogesen geboren.

### Frühe Militärkarriere
Nach dem Besuch einer höheren Schule in Nancy trat er am 27. Oktober 1882 in die Militärschule Saint-Cyr ein, die er zwei Jahre später abschloss. Er ging anschließend an die Kavallerieschule nach Saumur und wurde am 31. August 1885 zum Leutnant ernannt. Am 6. Dezember 1885 trat er dem 1. Kürassier-Regiment in Lunéville bei. Henrys betätigte sich auch in seinem Privatleben als leidenschaftlicher Reiter, mit seinem Pferd "Congallus" nahm er an mehreren Turnieren teil, darunter Veranstaltungen in Jolivet, Nancy und Auxonne. Am 7. Oktober 1887 wurde er nach Algerien abkommandiert und zunächst in Mascara stationiert. Bis September 1891 beim 6. Regiment der Chasseurs d’Afrique in Saida eingeteilt, wurde er nach dem Wechsel zum 5. Chasseurs-Regiment 1894 zum Capitaine befördert. Von 1893 bis 1895 besuchte er die Pariser École supérieure de guerre und diente danach auf verschiedenen Posten im Generalstab. Ende 1897 trat er zum 2. Regiment der Chasseurs d’Afrique über. Am 12. Juli 1906 wurde er zum Offizier der Ehrenlegion ernannt. Am 28. September 1912 übernahm er unter General Lyautey das Kommando über die französische Kavallerie in Marokko. Am 10. Dezember 1912 wurde er zum Kommandeur der Ehrenlegion und am 4. Juli 1913 zum Général de brigade befördert.

### Im Ersten Weltkrieg
Im Mai 1914 erhielt er das Kommando über die französischen Truppen im Raum Zaian, am 14. November 1914 stieg er zum Divisionsgeneral auf. Im Juli 1916 wurde er von Oberst Poeymirau (1869–1924) abgelöst, um an der Westfront Verwendung zu finden. Am 27. Juli 1916 wurde er zum Kommandeur der 59. Reserve-Division, welche um Nancy, Chambrettes, Verdun und vor Fort Troyon als Festungstruppen eingesetzt wurden. Am 27. April 1916 wurde er zum Großoffizier der Ehrenlegion ernannt. Am 20. Mai 1917 übernahm er das Kommando über das XVII. Korps, mit dem er an der Aisne, in der Champagne, vor Saint-Mihiel und bei Verdun eingesetzt wurde. Im Dezember 1917 erhielt er den Befehl über die an der Salonikifront im Grenzgebiet zu Albanien eingesetzte Armée française d’Orient, wobei er zunächst unter dem Oberbefehl von General Guillaumat stand. Am 17. Juni 1918 wurde General Franchet d’Espérey neuer Oberbefehlshaber der alliierten Streitkräfte in Makedonien. Henrys waren fünf französische, eine italienische und eine griechische Division unterstellt. Er organisierte im Juli und August 1918 erfolgreiche Operationen in Albanien. Während der entscheidenden Vardar-Offensive im September 1918 erreichten seine Truppen zwischen dem 14. und 29. September 1918 an der Seite der serbischen Armee den operativen Durchbruch im Vardartal. Im Raum Skopje zwangen seine Truppen 75 000 bulgarische Soldaten zur Kapitulation. Schon am 29. September 1918 suchte Bulgarien um einen Waffenstillstand an. Am 28. Dezember 1918 erhielt General Henrys das Großkreuz der Ehrenlegion. Wegen der Unklarheiten an den Dardanellen befehligte Henrys die Balkantruppen noch bis Mai 1919.

### Nach dem Krieg

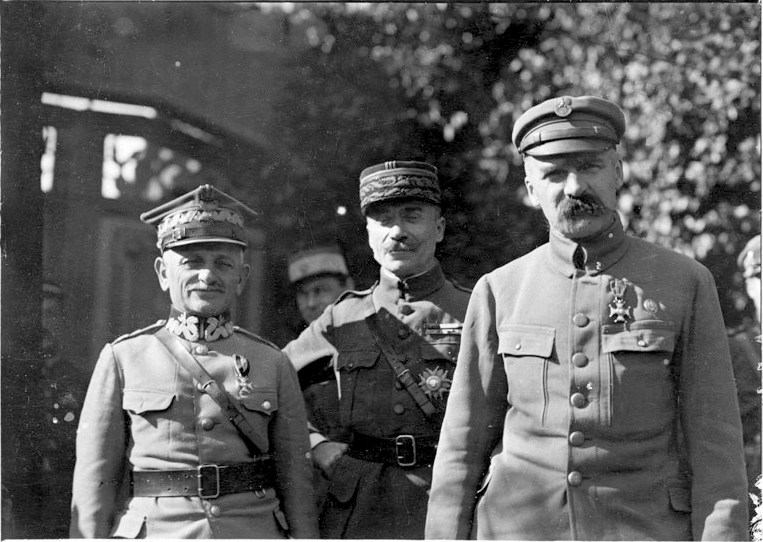
Henrys (Mitte) mit den polnischen Generälen Piłsudski und Skierski, 1920

Am 1. April 1919 wurde Henrys zum Chef der französischen Militärmission in Polen ernannt, eine Position, die er während des Polnisch-Sowjetischen Krieges bis zum 30. September 1920 innehatte. Vom 28. Juni 1922 bis zum 13. März 1924 kommandierte er in Deutschland das XXXIII. Korps bei der französischen Besatzung im Rheinland. Am 13. März 1924 nahm er seinen Abschied und trat in den Ruhestand. Er zog sich nach Paris zurück, wohnte dort in der Rue de Suffren, wo er eine intensive Aktivität im Dienst der Veteranen begann. Während dieser Zeit nahm er wiederholt an offiziellen Gedenkveranstaltungen in Neufchâteau, Épinal und Domrémy teil. Er starb am 6. November 1943 im Hospital von Val-de-Grâce in Paris, am 11. November wurde er im Caveau des Gouverneurs der Cathédrale Saint-Louis-des-Invalides in Paris beigesetzt.